# دوري مونتسرات لكرة القدم 2002-03
دوري مونتسرات لكرة القدم 2002-03 هو موسم من دوري مونتسرات لكرة القدم. فاز فيه Royal Montserrat Police Force FC ‏.